# Sociedade Militar
Sociedade Militar foi uma sociedade política e de socorro mútuo criada em agosto de 1833 no Rio de Janeiro, organizada pelo Partido Restaurador, suspeito de buscar restaurar D. Pedro I no governo do Brasil, liderado por José Bonifácio de Andrada.
Ao lado de defender a restauração de D. Pedro I, e sustentar a Dignidade Militar, pretendia proteger e beneficiar aos sócios e suas famílias em todos os casos de urgência.
Em 2 de dezembro de 1833 grupos populares quebraram a iluminação da sociedade, em 5 de dezembro invadiram a sede, atiraram móveis pelas janelas, depois depredaram tipografias que publicavam jornais do Partido Restaurador. O movimento popular levou à repressão da Sociedade e criou condições para a prisão de José Bonifácio, retirado da tutoria de D. Pedro II e exilado na Ilha de Paquetá.
Uma das filiais da Sociedade Militar, criada em Porto Alegre por Tomás Joaquim Pereira Valente, foi combatida pelos estancieiros locais e acirrou os ânimos, sendo dos contribuintes para o movimento que desbancou na Revolução Farroupilha.
Uma representação, assinada por 123 pessoas, requisitou à câmara de Porto Alegre a proibição do funcionamento da entidade devido ao 
caráter exclusivo de “classe”, a sua pretensão de constituir-se como grupo de pressão sendo, afinal, proibida.
Entre seus membros constava, entre outros, Francisco José de Sousa Soares de Andréa.